# Stronger (album Agnes)
Stronger – drugi album studyjny szwedzkiej piosenkarki Agnes Carlsson. Płyta zawiera 11 utworów, z których "I Believe In You", "I Had A Feelin'" i "Love Is All Around" zostały nagrane covery przez innych wykonawców. Album wydano również w Wielkiej Brytanii, lecz sprzedano tylko 121 egzemplarzy.

## Recenzje
Markus Larsson ze szwedzkiego Aftonbladet powiedział, że Agnes jest oczywistym talentem z silnym wokalem, lecz nikt nie wie, co z nim zrobić, żadna wytwórnia płytowa, żaden twórca tekstów piosenek, żaden producent, nawet sama Agnes.

## Lista utworów
1. "I Believe in You" (J. Ekhé, U. Lindström) - 3:32
2. "Top of the World" (A. Birgisson, S. Kotecha, E. Mughal) - 3:12
3. "Somewhere Down the Road" (T. Snow, C. Weil) - 4:05
4. "I Had a Feelin'" (A. Birgisson, J. Elofsson) - 3:17
5. "Kick Back Relax" (J. Elofsson) - 3:00
6. "Champion" (E. Olsson, C.A. Richardson) - 3:30
7. "Love Is All Around" (F. Thomander, A. Wikström) - 3:26
8. "What Do I Do with All This Love" (J. Elofsson, D. Hill) - 4:30
9. "My Boy" (A. Carlsson, J. Ekhé, U. Lindström) - 3:21
10. "(Baby) I Want You Gone" (P. Magnusson, E.Olsson, J. Ramström, C.A. Richardson) - 3:38
11. "Everybody Knows" (A. Carlsson, J.Björklund, J.Morrison) - 3:21

## Historia wydania
| Kraj              | Data                 | Wytwórnia płytowa | Format               |
| ----------------- | -------------------- | ----------------- | -------------------- |
| Szwecja           | 11 października 2006 | Columbia Records  | CD, digital download |
| Stany Zjednoczone | 13 października 2009 | Sony BMG          | digital download     |

## Pozycje na listach
| Kraj    | Najwyższa pozycja | Tygodni (na najwyższej pozycji) | Tygodni (ogólnie) | Status  | Sprzedanych egzemplarzy |
| ------- | ----------------- | ------------------------------- | ----------------- | ------- | ----------------------- |
| Szwecja | 1                 | 1                               | 11                | Platyna | 50.000                  |